# ワールドカウンシルフォーヘルス
ワールドカウンシルフォーヘルス（英語: World Council for Health、WCH、世界保健協議会）は、反ワクチン派の組織。COVID-19ワクチン接種を阻止するために誤った情報を広め、偽のCOVID-19治療法を宣伝することに専念していると言われている。
この団体のオンライン上の体裁は、主流の保健組織であるかのような印象を与えている。2021年9月、WCHは産婦人科医で「BIRDグループ」の創設者テス・ローリーらによって設立された。WCHの公表されている指導者には、オーストラリア通信社のファクトチェックで「根拠のない陰謀論を広めている」とされた人物が含まれている。
WCHは、ロバート・ケネディ・ジュニアが率いる反ワクチン団体「Children's Health Defense」や、反ワクチン派の組織「World Doctors Alliance」、イベルメクチン推進団体である「FLCCC」など複数の団体と連携している。
日本からは「全国有志医師の会」、「こどもコロナプラットフォーム」、オーガニック給食推進団体の「ママエンジェルス」、「日本オーソモレキュラー医学会」の4団体が参加している。2023年、日本において支部「ワールドカウンシルフォーヘルスジャパン（WCHJ）」と、超党派の議員連盟が発足した。

## 活動
2021年9月、WCHは小児歯科医のジェニファー・ヒバードと、産婦人科医で「BIRD（英国イベルメクチン推奨開発）グループ」の創設者テス・ローリーによって設立された。ローリーは、COVID-19ワクチンの危険性を主張し、COVID-19治療薬として抗寄生虫薬のイベルメクチンを推進している。ローリーは、当初、イベルメクチンがCOVID-19の安価で安全な治療薬だと信じることから出発したが、2023年1月時点は、イベルメクチンでがんが治ると宣伝している。WCHは、「COVID-19ワクチンは危険で効果がない」「ワクチン接種後に『スパイクタンパク質のデトックス』が必要」「ワクチンが心臓疾患のリスクを高める」「イベルメクチンがCOVID-19の治療に有効」「WHOのパンデミック条約によって国家主権が奪われワクチン接種が強制になる」「5Gは危険」などと主張している。『AAP FactCheck』によると、WCHの運営グループには、根拠なくCOVID-19ワクチンを生物兵器だと発言した人が含まれている。AAPはこの運営グループに複数の陰謀論者がいることを指摘している。
- WCHは、「BIRD」や「FLCCC」など40カ国以上の100を超える組織と連携していると主張している[12][PR 3]。しかし、『Vice』によると、「連携団体は所属団体が入り乱れ、あたかもワクチン接種に反対し、イベルメクチンのような治療法を支持する医学的コンセンサスに近いものがあるかのように見せかけている」「WCHは、COVID-19ワクチンに反対する医療関係者がいることを主張するための冷静な響きを持つ組織を作り上げたが、実際の連携団体の多くは医療団体ではなく市民団体である」と指摘している[1]。『Health Feedback』や『WhoWhatWhy』などによると、WCHとBIRDの創設者のテス・ローリーは、COVID-19ワクチンに関する偽情報キャンペーンを行うHARTグループとも繋がりがある[12][11][13][注 1]。また、『WhoWhatWhy』によると、WCHはFLCCCやブラジルの「メディコス・ペラ・ヴィーダ（生命のための医師団）」など、イベルメクチンを推進する団体のプラットフォームとしても機能している[13][注 2]。『Science-Based Medicine』によると、テス・ローリーとBIRD、FLCCCは、「大手製薬会社とメディアがイベルメクチンの効果を隠蔽し、ワクチン事業の利益を守ろうとしている」という陰謀論を唱えている[27]。
- 『Vice』によると、WCHのウェブサイトは多様性を強調するようなストックフォトを使用し、公衆衛生を目的とした主流の保健組織のような印象を与えている[1]。中絶反対派のWebサイト『LifeSiteNews』が、WCHを「グローバル・ヘルス連合」と呼んだが、一般の人々もWCHを正当な医療機関であるかのように引用し始めている[1]。
- WCHは、イベルメクチンをCOVID-19の治療薬として宣伝しているが、質の高い研究デザインによる複数の臨床試験の結果、この目的には効果がないことが分かっている[2][20][28][29][注 3]。2021年7月、WCHの開催する「世界イベルメクチン・デー[13]」と呼ばれる国際オンライン会議が開催された[33]。このイベントには、COVID-19の予防・治療薬としてイベルメクチンを推進する団体「FLCCC」の医師や「BIRD[34]」など関連するグループが参加した[33][PR 4]。2023年7月、WCHは「第3回 世界イベルメクチン・デー」を開催し、COVID-19の治療におけるイベルメクチンの有効性を主張した[13]。この催しには、イベルメクチン支持者の著名人が参加し、WCHの連携団体である「FLCCC」のピエール・コリーが、イベルメクチンに関する新著を宣伝した[13]。
- WCHの共同創設者のジェニファー・ヒバードは、FLCCCのメンバーらと共同でイベルメクチンに関する論文をオープンアクセス誌『Cureus』に発表した[7][35]。この論文は、ヒバードがWCHの共同創設者であることや、論文の共著者のうち2人がイベルメクチンの製薬会社Vitamedicから金銭を受け取っていたこと、ピエール・コリーら著者のほとんどがイベルメクチン推進団体である「FLCCC」の構成員として報酬を得ていた利益相反（COI）が公開されていなかった[19][36][37][注 4]。また、この論文には複数の問題点があることが、『PolitiFact』や『Lead Stories』などのファクトチェック組織やメディアから指摘された[38][36][42][43]。
- 2022年5月、WCHはイギリスのバースで開催された会議に参加し、『Vice World News』はこの会議を「世界的な反ワクチンおよびCOVID-19の陰謀シーンにおける大物たちによる会議」と評した[8][22]。WCHがCOVID-19ワクチンが安全ではないと偽った広報を行ったため、地元当局は会場の使用許可を取り消した[8]。
- 『AAP FactCheck』や『Health Feedback』によると、WCHはCOVID-19ワクチン接種と死亡を結びつける誤った情報を広めている[3][4][44]。2021年、同団体はSNS上で、根拠の乏しい「COVID-19ワクチン接種後症候群」と呼ばれる「多系統の炎症状態」を主張した[3][4]。しかし、この症状は医学的には認められておらず、ワクチン接種によってそのような症状が引き起こされたという証拠もない[3][4]。
- 『AFP Fact Check』によると、2022年7月、WCHの要請により、反ワクチン論者のピーター・A・マッカロー医師が、世界中で4万人以上が死亡したためCOVID-19ワクチンが世界的に回収されたと虚偽の主張をした[5]。しかし、WHOやEMA、CDCなどの公衆衛生機関も製造業者も、認可されたCOVID-19ワクチンを回収していない[5]。マッカローは、ワクチン接種後のスパイクタンパク質を「デトックス」するサプリメントを宣伝しているが、『Health Feedback』は、ワクチンにデトックスは必要でも有用でもないと指摘している[11]。『Vice』によると、WCHには代替医療を提唱するジョセフ・マーコラも含まれており、マーコラが書いた「スパイクタンパク質デトックス」の記事は、「WCHとその『デトックス・ガイド』の宣伝に過ぎなかった」と述べている[1][注 5]。
- 2022年9月、WCH主催の記者会見で、心臓専門医アシーム・マルホトラは、「COVID-19による入院リスクよりも、COVID-19ワクチンによる重篤な有害事象のリスクが高い」として、「ワクチンの即時かつ完全な中止」 を求めた[4][52]。この会見には、WCH創立者のテス・ローリーが同席した[4]。マルホトラは、自身が編集委員を務めるオープンアクセス誌『インスリン抵抗性ジャーナル』でも、同様の結論を繰り返した[4][52][53][54]。しかし、同氏の結論はエピソード的な証拠、質の低い研究、論文の偏った選択に基づくものであり、『Health Feedback』や『AFP Fact Check』、『Science-Based Medicine』から根拠に乏しいと批判された[4][52][54]。この主張は、反ワクチン団体「Children's Health Defense（CHD）」や、『大紀元時報』（法輪功系）や『ワシントン・タイムズ』（統一教会系）などのメディアによって取り上げられ、SNS上で広く拡散された[4]。
- WCHは、世界保健機関（WHO）加盟国が進める「パンデミック条約[55][56]」によって国家主権が奪われワクチン接種が強制になると主張している[16][17]。しかし、この条約は通常の条約と同様に、主権は国家にあることが明記されており、WHOに命令する権利はなく、接種等を強制する文言もない[57][58][59][60][61]。
- WCHのテーマソング『We Are Warriors』は、歌詞の中で「我らは光の戦士」と歌っている[PR 5][PR 6]。

### 日本
- 2021年7月、イベルメクチンの開発でノーベル賞を受賞した大村智が、WCHの開催する「世界イベルメクチン・デー[13]」に出演した[62][PR 7][63]。
- 2022年11月23日、全国有志医師の会が「生後6ヵ月 - 4歳以下の乳幼児への新型コロナワクチン接種」に反対する緊急記者会見を開催し、WCHの代表であるテス・ローリーのメッセージ動画が流された[64]。南出賢一泉大津市長や立憲民主党の川田龍平参院議員も、この会見に参加した[64]。
- 2023年7月、WCHの日本支部「ワールドカウンシルフォーヘルスジャパン（WCHJ）」が発足した[PR 8][PR 9]。WCHJの発起人は、日本オーソモレキュラー医学会会長の柳沢厚生や肛門科専門医の佐々木みのりなどであり[PR 8][PR 9]、立憲民主党の原口一博衆議院議員と南出賢一泉大津市長[17]がアドバイザーを務めている[15][PR 10]。2023年10月14日、大阪で行われた集会には、幸福の科学の及川幸久外務局長や長尾和宏医師などが出演した[PR 11][65]。

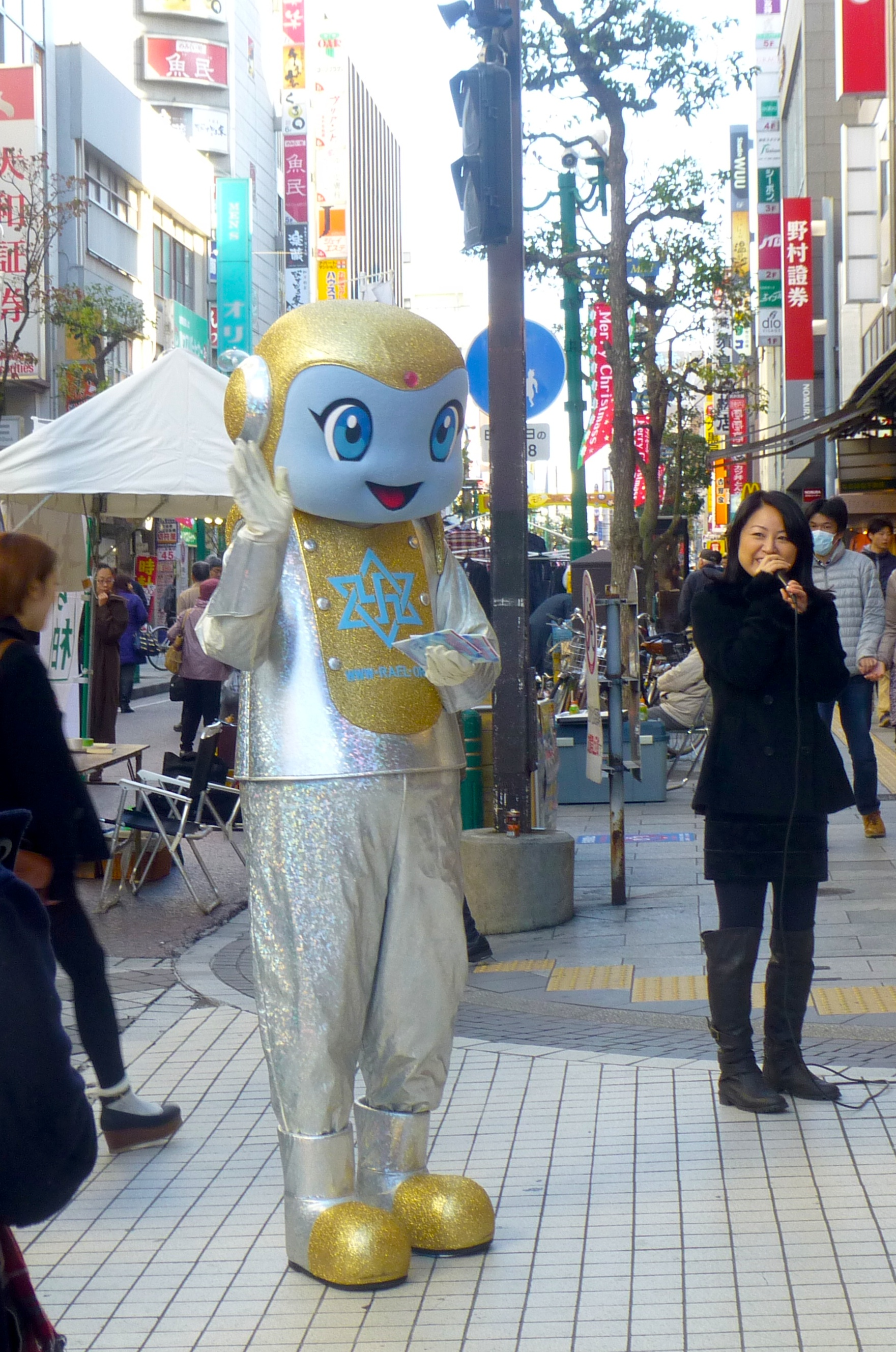
日本ラエリアン・ムーブメントのマスコットキャラクター

- 2023年10 - 11月、宇宙人を地球に迎える大使館を建設するという目標を持つ『日本ラエリアン・ムーブメント』は[67][68]、クラウドファンディングサイトで、「パンデミック条約」に反対する署名と募金を呼びかけ、募金をWCHJに寄付すると説明していた[17][69]。当初、署名と募金の担当者欄には原口一博衆議院議員の名前が書かれていたが、WCHJは公式サイトで関係がないと否定した[17][69][注 6]。
- 2023年11月12日、南出賢一泉大津市長がWCHのシンポジウムで、「泉大津市役所によるCOVID-19とCOVID-19ワクチン後遺症の治療への取り組み」について発表した[PR 13][PR 14]。WCHとの関係について、泉大津市の人権くらしの相談課は、WCHJに関する市長の発表は個人的な活動であり、市政としては関与していないと回答している[17]。
- 2023年11月16日、超党派の「WCH議員連盟」が発足し、総会が開かれた[16][PR 15]。議連は、世界保健機関（WHO）加盟国が進める「パンデミック条約」や「世界保健規則（IHR）改正」により、国家主権が奪われワクチン接種が強制になると主張している[16][PR 16]。議連の共同代表は、自民党の平沢勝栄と立憲民主党の原口一博[16]、幹事長は立憲民主党の松木謙公、事務総長は参政党の神谷宗幣で構成されている[17][PR 17][PR 18]。総会には、自民党の西田昌司[PR 19]、須藤元気参院議員、日野市議会議員の池田利恵、南出賢一泉大津市長の代理人なども参加した[16][17][PR 20]。
- 2024年4月13日、WCHJが協力する「パンデミック条約反対、ワクチン接種中止」を掲げる集会とデモが東京で開催された[71][72][73]。主催者は、右翼団体「英霊の名誉を守り顕彰する会[74]」の会長であり、2023年には「LGBT法案反対デモ」や親露の立場から「ウクライナに平和を求めるデモ」を主催した人物である[72]。この集会には、参政党や同党の元幹部、池田利恵、深田萌絵、須藤元気などが参加した[73]。一般メディアでは時事通信のみがこのデモを報道し、統一教会（現・世界平和統一家庭連合）系の世界日報と法輪功メディアの大紀元も報じた[75]。4月9日には、WCHJ事務局長が井上正康などと記者会見を開き、デモへの参加を呼びかけたと統一日報が報じた[76]。